# Mazda BT-50
Le Mazda BT-50 est un pick-up tout-terrain fabriqué par le constructeur automobile japonais Mazda. Il possède la même base que le Ford Ranger.

## Première génération (2006-2012)
Le nom du modèle chez le constructeur nippon est J97M. Faisant partie du même groupe que le constructeur américain Ford, Mazda a profité de la base technique que lui offrait le Ford Ranger, pour développer son propre pick-up. Il est présenté au public le 22 mars 2006 au salon de l'automobile de Bangkok. La commercialisation a débuté dans la foulée. Le BT-50 possède de nombreux éléments mécaniques en commun avec son cousin américain. Il a remplacé le Mazda B2500 dont la commercialisation a pris fin en 2006. Le véhicule n'est pas disponible au Japon et en Amérique du Nord. Il a servi de base au Ford Endeavour (aussi appelé Ford Everest) de seconde génération. Les prix débutent à 21 300 € et atteignent les 27 600 € hors options.
Un restylage est opéré en 2008. Il porte principalement sur la face avant et l'intérieur du 4x4.
Sa production s'est terminée en 2012 pour laisser la place à la seconde génération.

### Caractéristiques
Ces dimensions sont légèrement supérieures à celles son prédécesseur, le B2500. Il est disponible en 2 ou 4 roues motrices. Le véhicule est équipé d'un moteur diesel à injection directe par rampe commune 2.5 MRZ-CD de 2 499 cm3 développant 117 ou 143 ch et 280 à 330 N m de couple. Ce moteur respecte les normes Euro IV. Couplé à une boite manuelle 5 vitesses, il permet au pick-up d’atteindre la vitesse de 158 km/h. En novembre 2006, une boite automatique à 5 vitesses fait son apparition. Il partage cette motorisation avec le Ford Ranger, ainsi qu'un moteur diesel 3.0 de 156 ch non disponible en France. Les modèles destinés à l'Amérique Centrale et l'Amérique du Sud ont la possibilité d'être équipé de 2.2 ou 2.6 TDCi. Le réservoir a une capacité de 70 l. Avec une capacité de remorquage qui culmine à 3 tonnes selon les versions, le 4x4 est dans la bonne moyenne de sa catégorie. La longueur de la benne varie quant à elle de 1,58 à 2,28 m, pour une charge utile de 1 100 kg. Le rayon de braquage est de 6,5 m. Il possède un angle d'attaque de 34 ° et un angle de fuite de 33°. L'angle ventral est quant à lui de 22°. Comme tous les pick-up du marché, il appartient à la catégorie des utilitaires, ce qui lui permet d'éviter le malus écologique. Avec sa garde au sol de 20,7 cm et pouvant traverser des gués de 75 cm, le BT-50 est un vrai véhicule tout-terrain. À noter que toutes les versions 4x4 du BT-50 sont équipées de série d'un différentiel arrière à glissement limité, très utile en terrain difficile. Le véhicule est garanti 3 ans ou 100 000 km.

### Versions
Trois versions sont disponibles à l'achat : simple cabine avec seulement 2 places, cabine approfondie appelée « Cabine Freestyle » avec 4 places et enfin double cabine avec 5 vraies places. À noter que la version approfondie dispose de 2 portes antagonistes pour accéder aux places arrière, ce qui n'est pas le cas chez tous ces concurrents. Le hard-top ainsi que d'autres équipements pour la benne sont disponibles au catalogue des options.

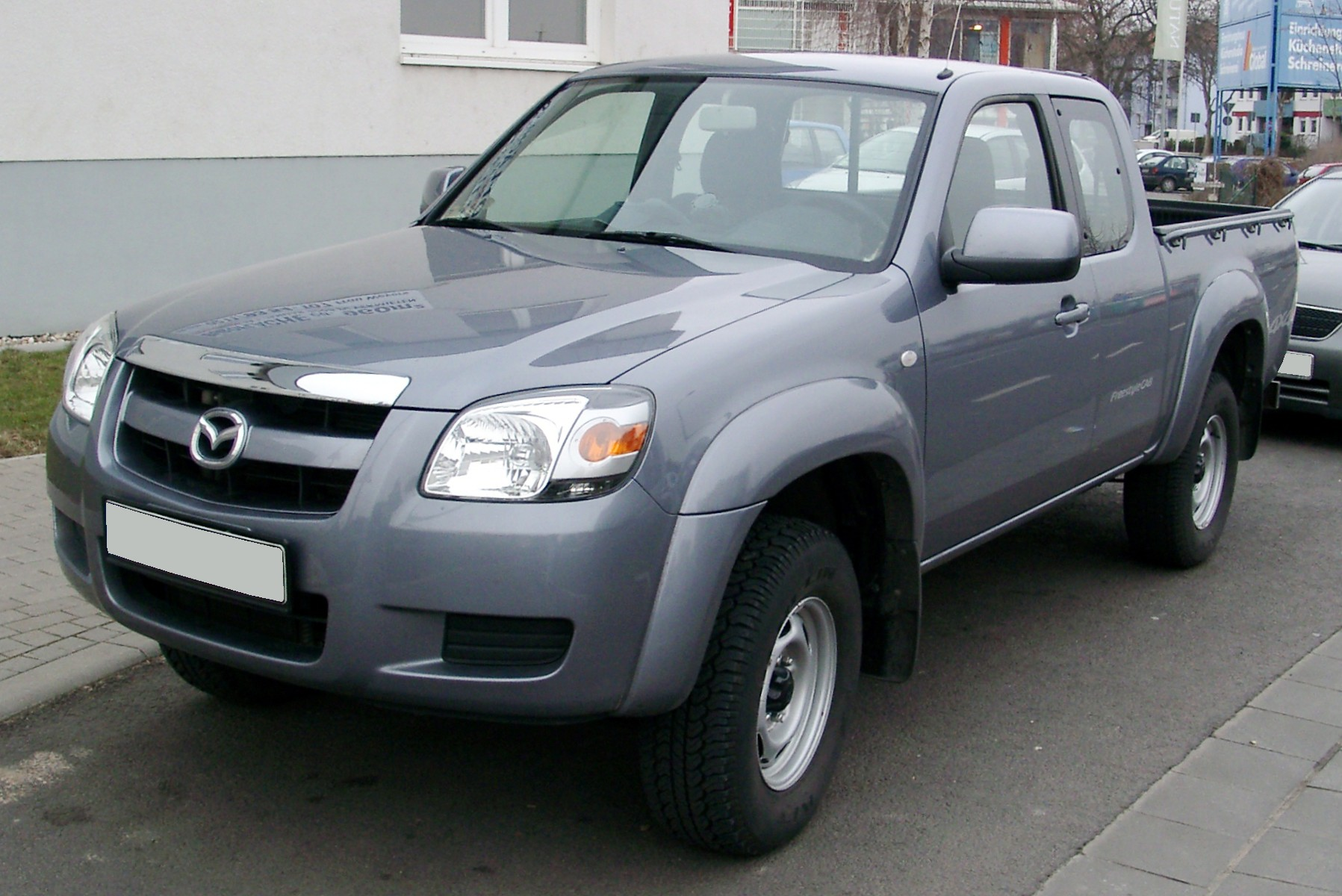
Avant

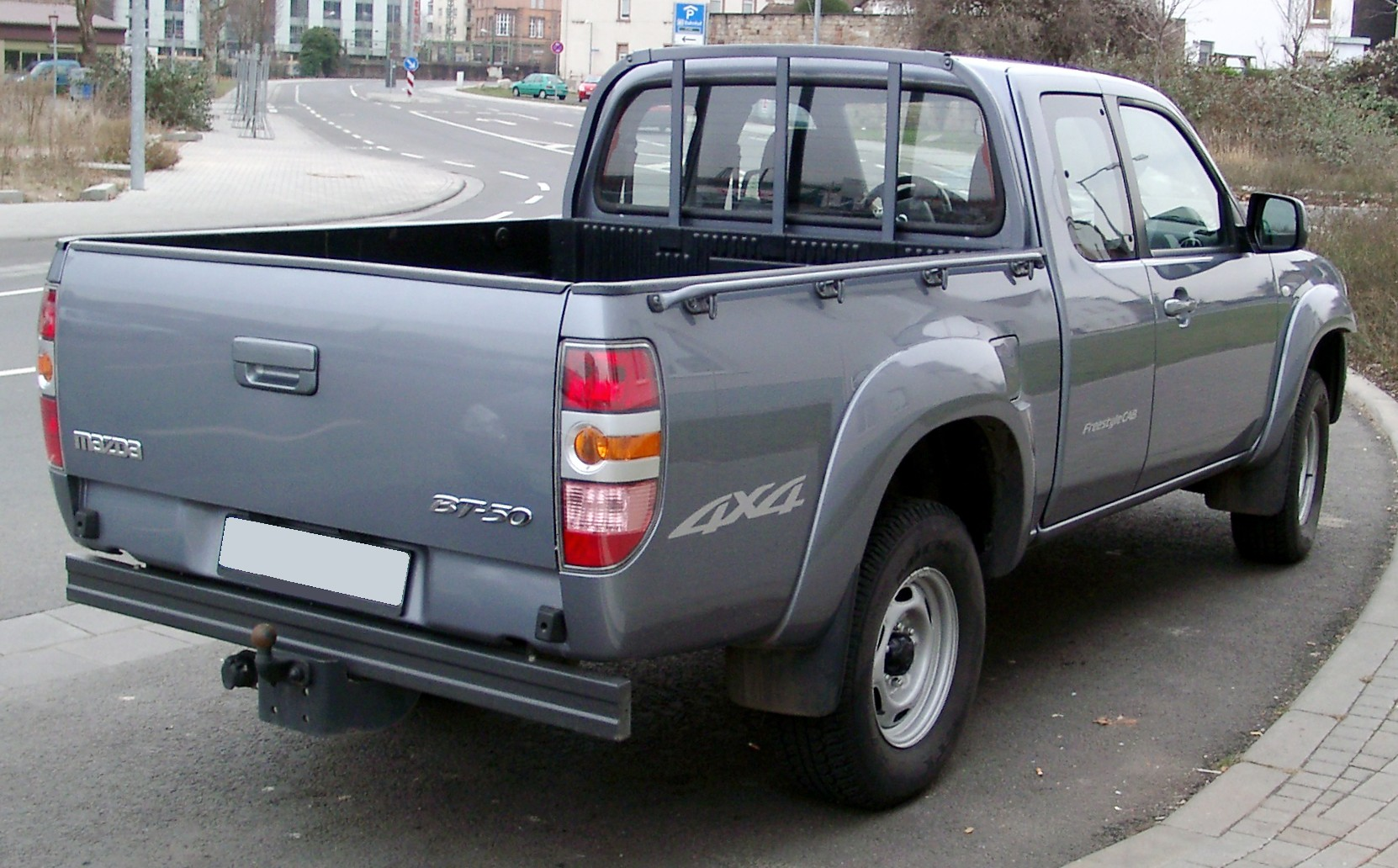
Arrière

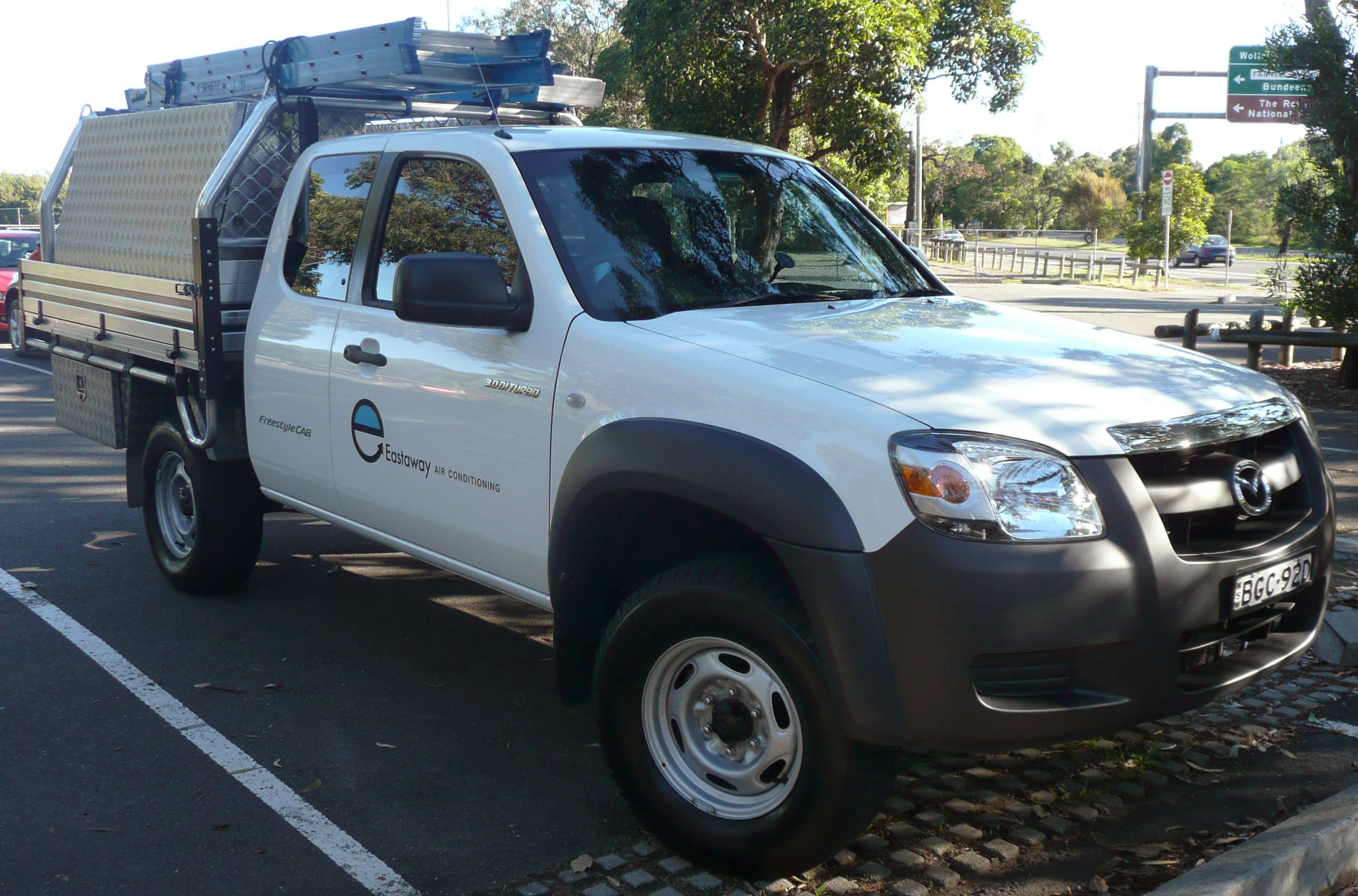
Utilitaire

## Seconde génération (2012-2020)
Après 6 ans de production, Mazda décide de renouveler son pick-up. Pour cela, elle utilise la base du Ford Ranger de nouvelle génération apparu la même année. Il est présenté en 2010 au salon automobile australien. Il s'inspire du concept KODO. Il adopte une nouvelle calandre en adéquation avec les autres modèles de la marque japonaise. La commercialisation ne prend effet qu'en 2012. En juillet 2015, le pick-up nippon subit le léger restylage. Il porte sur quelques retouches comme les optiques de phare et la calandre. Ce modèle n'est pas disponible dans le catalogue de Mazda en Europe.

### Caractéristiques
Les motorisations évoluent par rapport à la précédente génération. Un moteur 2.5 de 125 ch et 320 N m est disponible en essence (normes Euro III). En diesel, l'offre débute avec le 2.2 TDCi développant 120 ou 150 ch pour 375 N m. Le 2.5 MRZ-CD de 143 ch est toujours proposé. La gamme culmine à 200 ch et 470 N m de couple avec le 3.0 TDCi. Deux transmissions sont proposées, propulsion et intégrale enclenchable. Pour ce qui est de la boite de vitesses, une boite automatique et une boite manuelle sont disponibles, toutes deux à 6 vitesses. Par rapport à la première génération, on constate que les dimensions du pick-up ont légèrement augmenté. C'est une tendance chez tous les constructeurs de ce type de véhicule.

### Versions
Pour ce qui est du type de cabine, Mazda ne modifie pas son offre. Elle se compose de 3 propositions : simple cabine (2 places et 2 portes), cabine approfondie ou « Cabine Freestyle » (4 places, 4 portes dont deux antagonistes) et enfin double cabine (5 places et 4 portes).

## Troisième génération (2020-...)
En juillet 2016, Mazda annonce avoir signé un partenariat avec Isuzu. Cet accord concerne la production de leurs futurs pick-up, qui partage une plateforme commune. Cette génération du BT-50 partage des pièces en commun avec les futurs Isuzu D-Max, Colorado (vendus par Chevrolet et Holden) et autres. Isuzu se charge de la production. Mazda met donc fin à un partenariat de longue date avec le constructeur américain Ford.

### Présentation
Le BT-50 de troisième génération est présenté le 17 juin 2020.

### Motorisations
Le pick-up BT-50 est propulsé par un quatre cylindres en ligne 3.0 L diesel (moteur Isuzu 4JJ1-TCX) de 190 ch et 450 N m de couple, associé à une boîte automatique à 6 rapports.

### Autres pick-up similaires
- Nissan Navara
- Renault Alaskan
- Mercedes Classe X
- Mitsubishi L200
- Fiat Fullback
- Isuzu D-Max
- Ford Ranger
- Toyota Hilux
- Volkswagen Amarok